# Dust Blow
Dust Blow – wrocławska grupa rockowa, powstała w roku 2001, na gruzach zespołów Orient Express oraz Teddy Sałatka. Twórczość zespołu oscyluje w klimatach postgrunge'owych, punkrockowych. Nagrywają dla wytwórni Rockers Publishing. Nazwa zespołu nie ma konkretnego znaczenia, jest jedynie zlepkiem słów.
Przez zespół przewinęło się wielu wrocławskich muzyków. Piotr "Załęs" Załęski jest również gitarzystą zespołów Hurt oraz Prawda. Grzegorz "Boro" Sawa-Borysławski jest basistą zespołu Neony.

## Skład zespołu
- Piotr "Załęs" Załęski – wokal, gitara
- Robert "Ropson" Pękala – gitara
- Grzegorz "Boro" Sawa-Borysławski – gitara basowa
- Kuba "Wujek" Regulski – perkusja

## Byli członkowie
- Karol Szram – perkusja (SGF, Sakra)
- Rafał Gmur – perkusja (obecnie Nodum)
- Łukasz Wójcik – perkusja (obecnie Lili Marlene, Psychoformalina)
- Tomasz Karasiński – gitara (obecnie Sakra)
- Jacek Modliński – gitara basowa (Rotter, Agressor, Manaalainen, Tarot, Musk, SGF, Seth, Sakra, Miki Mousoleum, CocoLa, Selftrust, Obierek, AfroTuba)
- Przemek Dąbrowski – perkusja (obecnie Frühstück)
- Marcin Drewnik – perkusja

## Albumy
- 2002 – In Rivers
- 2008 – Escape from the Landscape[1]

## Single
- 2008 – Stand Up!
- 2009 – 10.000 Years

## Kompilacje z udziałem zespołu
- 2009 – Punky Reggae Rockers 3 (utwór Runaway)